# Chaetolopha flavicorpus
Chaetolopha flavicorpus är en fjärilsart som beskrevs av W. Warren 1906. Chaetolopha flavicorpus ingår i släktet Chaetolopha och familjen mätare. Inga underarter finns listade i Catalogue of Life.